# PGC 1852109
LEDA/PGC 1852109 ist eine Spiralgalaxie vom Hubble-Typ Sc im Sternbild Haar der Berenike am Nordsternhimmel. Sie ist schätzungsweise 757 Millionen Lichtjahre von der Milchstraße entfernt und hat einen Durchmesser von etwa 190.000 Lichtjahren. Vom Sonnensystem aus entfernt sich das Objekt mit einer errechneten Radialgeschwindigkeit von näherungsweise 16.900 Kilometern pro Sekunde.
Im selben Himmelsareal befinden sich unter anderem die Galaxien NGC 4735, NGC 4738, PGC 1846858, PGC 1847921.